# Мушкутинцы
Мушкутинцы (укр. Мушкутинці) — село в Дунаевецком районе Хмельницкой области Украины.

## История
В июле 1995 года Кабинет министров Украины утвердил решение о приватизации находившегося здесь совхоза.
Население по переписи 2001 года составляло 910 человек.

## Местный совет
32400, Хмельницкая обл., Дунаевецкий р-н, г. Дунаевцы, ул. Гагарина, 16